# دیل کارنگی
دیل هاریسون کارنگی (به انگلیسی: Dale Harbison Carnegie) (زاده ۲۴ نوامبر ۱۸۸۸ – درگذشته ۱ نوامبر ۱۹۵۵) نویسنده کتابهای خودیاری و سخنران آمریکایی توسعه دهندهٔ درس‌هایی در زمینهٔ پیشرفت شخصی، فروشندگی و سخنرانی در جمع بود. یکی از شاخص‌ترین و مهمترین ایدهٔ کارنگی در کتاب‌هایش این بود که می‌توان اخلاق برخی را با تغییر دادن رفتارمان در مقابل شان، تغییر داد.

## زندگی
دیل کارنگی در یک خانواده‌ی فقیر در مزرعه‌ای در میزوری آمریکا چشم به جهان گشود. در سال ۱۹۰۴ و در ۱۶ سالگی، خانواده کارنگی بعدها به ایالت بلتون میزوری نقل مکان کردند. علاقه‌ی کارنگی به سخنوری از همان سنین نوجوانی آشکار بود. او پس از اتمام تحصیلات مقدماتی، در ابتدا، شغل فروشندگی و پس از آن، بازیگری تئاتر را تجربه نمود.
او با وجود مشکلات مالی و خانوادگی فراوانی که داشت توانست تحصیلات خود را ادامه دهد و در دانشگاه آموزگاران در ایالت وارنزبرگ، میزوری تحصیلات دانشگاهی خود را تکمیل کند. او پس از تکمیل تحصیلاتش، وارد بازار کار شد. اولین شغل دیل کارنگی پس از اتمام دوره تحصیلی دانشگاهی‌اش، فروش دوره‌های مکاتبه‌ایِ آموزشی به دامداران بود. سپس او به عنوان یک بازاریاب فروش، برای فروش فرآورده‌های دامداران به کار خود ادامه داد.
او تا پایان سال ۱۹۱۱ یعنی تا سن ۲۳ سالگی توانست ۵۰۰ دلار برای خود پس‌انداز کند. این مبلغ معادل ۱۲ هزار دلار امروزی است. دیل کارنگی در سن ۲۳ سالگی دست از کار بازاریابی کشید و به سراغ علاقه خود یعنی تدریس و سخنرانی رفت. در اولین گام او به مدارس بزرگسالان یا شاتاوکاوا پیوست و سخنران‌ها و تدریس خود را از آنجا شروع کرد اما بعدها از آکادمی هنرهای تجسمی در نیویورک سر درآورد. او در آکادمی هنرهای تجسمی یک بازیگر موفق بود و حتی چندین نقش در تئاترهای پرطرفدار آن زمان مانند نمایش Polly of the circuss بازی کرده بود.
دیل کارنگی در جنگ جهانی اول به ارتش آمریکا پیوست. او بعد از خدمت به عنوان سرباز ارتش به نیویورک بازگشت.
سرانجام سخنرانی‌های کارنگی باعث شدند تا او به یک شهرت و محبوبیت نسبی برسد. کارنگی اولین کتاب مهم خود را در ۳۸ سالگی، با عنوان «آیین سخنورى و رمز نفوذ در دیگران» به چاپ رساند. ده سال پس از انتشار این کتاب، کارنگی مهم‌ترین اثر زندگی خود، آیین دوست‌یابی را منتشر کرد.
دیل کارنگی در طول سه دهه فعالیت حرفه‌ای خود، کتاب‌های پرفروش‌ بسیاری به بازار‌های جهانی کتاب عرضه کرد و با موفقیت‌های خیره‌کننده‌ای روبه‌رو شد. او سرانجام در ۶۶ سالگی در نیویورک آمریکا چشم از جهان فرو بست.

## زندگی شخصی
اولین ازدواج او در اوت ۱۹۳۱ به طلاق انجامید. در ۵ نوامبر ۱۹۴۴، او با منشی سابق خود، دوروتی پرایس وندرپول (۱۹۹۸-۱۹۱۳) ازدواج کرد که آن نیز منجر به طلاق شد.

### کتابچه‌ها
- چگونه در دنیای امروز جلو بیفتیم؟
- کتاب طلایی کوچک
- چگونه جتدو را در فرمول جادویی قرار دهیم؟
- راه ساده و آسان آموختن صحبت در جمع
- چگونه شنوندگانمان را مثل خود کنیم؟
- چگونه در کنفرانس‌ها در زمان صرفه جویی کنیم و به نتیجه بهتری برسیم؟
- چگونه نام‌ها را به خاطر بیاوریم؟ (یاداوری نام‌ها)
- راز کوچک شناخته شده موفقیت (با شوق و ذوق زندگی کن!)
- مؤثر تر سخن بگو! (مجموع کتاب‌های:راه ساده و آسان آموختن صحبت در جمع و چگونه شنوندگانمان را مثل خود کنیم؟)